# 布莱顿主线
布莱顿主线（英語：Brighton Main Line）是英国的一条主要铁路线，连接英格兰南海岸的布莱顿和伦敦市中心。在伦敦，该线有两条支线，分别从伦敦维多利亚和伦敦桥出发，在克罗伊登汇合，并合为一条线继续向布莱顿方向行驶。 该线路全部采用第三軌供電。 
除了伦敦和布莱顿本身，这条线路还服务于沿线的多个大城市地区，包括雷德希爾、克劳利东部、海沃兹希斯和伯吉斯希尔。 也服务于伦敦西南部的主要郊区，包括巴特西、巴勒姆 、斯特雷特姆 、 克羅伊登和珀利 ，以及伦敦盖特威克机场——英国第二繁忙的客运机场。
此外，该线路作为干线和郊区服务的“干线”路线运营，横跨萨塞克斯、东萨里和伦敦南部行政区。萨顿、埃普索姆、卡特汉姆、赖盖特 、东格林斯特德、伊斯特本、霍舍姆 、霍夫、沃辛、利特尔汉普顿、博格诺里吉斯和奇切斯特等城镇并不直接位于这条线上，而是通过一条铁路线相连到布莱顿主线来通向伦敦。  

## 路线

### 概况
该线路从两个伦敦市中心的终点站开始：西部支线从伦敦维多利亚出发，东部支线从伦敦桥出发。维多利亚支线为双复线，西侧两条轨道为急行线（供快车运行），东侧两条轨道为缓行线（供慢车运行）。离开维多利亚后向西南运行，直到克拉珀姆交汇，之后沿东南方向朝东克罗伊登运行。伦敦桥支线一开始向东运行，但在第一个中间站（新十字门）前立即朝南前进并在通过诺伍德交汇后到达东克罗伊登；该分支也为双复线，但内侧轨道为急行线，而外侧轨道为缓行线。这两个分支在东克罗伊登站以北的风车桥交汇处汇合 ；然后该线路继续向南前进，轨道布局与维多利亚支线相同。
该轨道布局一直持续到珀利以南的白鼬巢交汇（Stoats Nest Junction），之后该线路分为两条复线路线，通常称为“雷德希尔线（Redhill line）”和“采石场线（Quarry line）” 。雷德希尔线作为缓行线供经由雷德希尔的慢车使用，也是两条线路中唯一一条与北唐斯线和雷德希尔至汤布里奇线都有交汇的线路 。另一边，采石场线作为急行线通过雷德希尔隧道并绕过雷德希尔（从下面经过穿过雷德希尔至汤布里奇线），因此没有中间站点 （尽管寇斯顿北站一直存在到1983年）。
采石场线在寇斯顿北站以南穿过雷德希尔线；这意味着当两条线路在厄尔斯伍德再次汇合时，缓行线位于西侧；急行线位于东侧。 从那里开始，线路继续向南经过盖特威克机场和三桥，然后从鲍尔科姆隧道交汇（Balcombe Tunnel Junction，就在鲍尔科姆隧道本身以北）至布莱顿线路为复线，除了在海沃兹希斯站有双向待避线以及在普雷斯顿公园站北行方向有待避线。 
该线长50英里49鏈（81.5）（伦敦维多利亚经由采石场线至布莱顿）。伦敦桥支线长9英里69鏈（15.9）（伦敦桥到风车桥交汇）；维多利亚支线长10英里12鏈（16.3）。雷德希尔线长8英里76鏈（14.4）；采石场线长7英里17鏈（11.6）（均为白鼬巢交汇至厄尔斯伍德间的长度）。 

### 服务
Govia泰晤士连线铁路（GTR）拥有南方铁路 、盖特威克机场快线和泰晤士连线品牌，运营着该线路上的大部分客运服务，包括往返两个伦敦市中心的终点站的所有服务：  
- 盖特威克机场快线在伦敦维多利亚和盖特威克机场之间提供直达服务；其中一些延伸至布莱顿。
- 泰晤士连线在布莱顿主线上提供往返于伦敦桥的服务，从那里继续沿着泰晤士连线核心部分穿过伦敦市中心（途经伦敦黑衣修士和伦敦圣潘克拉斯国际），然后到达伦敦北部的目的地，包括彼得伯勒、剑桥和贝德福德。三桥和贝德福德之间的服务24小时运行。
- 南方铁路提供所有其他 GTR 服务，包括伦敦维多利亚和盖特威克机场之间有中间站停靠的服务。

在这条线上运营的仅有的另外两家火车运营公司是：
- 伦敦地上铁，由伦敦交通局运营，在诺伍德交汇和新十字门之间各站停车，然后沿着东伦敦线前往高贝里及伊斯灵顿，避开伦敦市中心地区 [4]
- 大西部铁路，提供盖特威克机场至雷德希尔的服务，然后沿着北唐斯线前往吉尔福德站（英语：Guildford railway station）、沃金厄姆站（英语：Wokingham railway station）和雷丁站。 [5]

### 双向信号

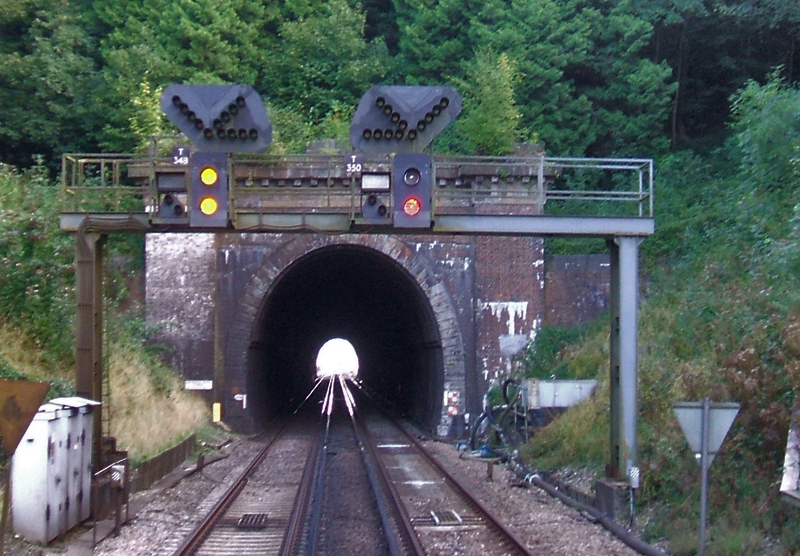
海沃兹希斯隧道外的正常信号和“双向”信号

鲍尔科姆隧道交汇（Balcombe Tunnel Junction）至普雷斯顿公园的路段为复线，只在海沃兹希斯站有双向待避线。该段如果有火车故障，将会造成极大的影响。为了将影响降到最低，该段分为四段双向信号，允许列车转至右侧轨道（即“错误方向”）运行。分别是：  
- Balcombe Tunnel Junction 至 Copyhold Junction；
- Copyhold Junction 到 Haywards Heath South Junction（仅限外部轨道）；
- Haywards Heath South Junction 至 Keymer Junction；
- Keymer Junction 至普雷斯顿公园站（英语：Preston Park railway station）。

在通过海沃兹希思的环线中，内侧的两条轨道仅在海沃兹希思车站以南发出双向信号，这使得火车可以在该站折返并往返于南部地区。在车站以北，这些轨道只能在各自的方向使用。  

## 历史

### 原始提案
一开始有六个在伦敦和布莱顿之间修建铁路的初始提议。伦敦和布莱顿铁路（L&BR）在经过漫长而昂贵的斗争后于1837年7月15日通过议会法案出现，其中最直接的路线是从伦敦和克罗伊登铁路（L&CR）的诺伍德交汇站至布莱顿，并使用L&CR从诺伍德到伦敦桥的线路。议会要求的一个条件是该铁路应与通往多佛的东南铁路主线共享其在克罗伊登和雷德希尔之间的线路。这一条款引发了两家公司之间长达60年的纠纷。

### 布莱顿线

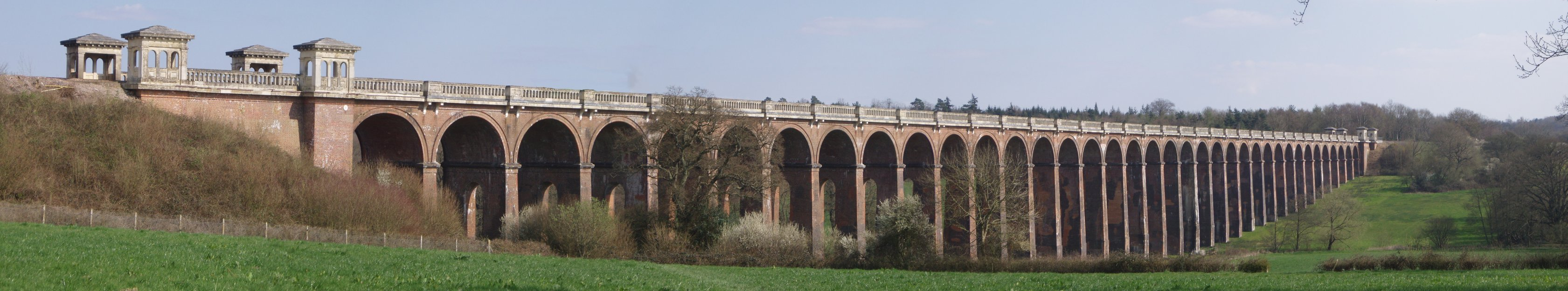
乌斯谷高架桥

伦敦和布莱顿之间的土地主要是农村。该线路计划穿越北唐斯、韦尔登山脊和南丘陵，同时避开陡峭的坡度。
由于克罗伊登和布莱顿之间地势险要，人口相对稀少，该线路绕过了伦敦-布莱顿公路上的几个城镇和村庄，如赖盖特和克劳利。即便如此，还是需要进行大量的土方工程，尤其是通过位于默斯塔姆的北唐斯，在那拥有英国最大的岩屑之一；七条隧道和几个堤坝。为了避免陡峭的坡度或弯路，长1,475英尺（450），最大高度96英尺（29）的乌斯谷高架桥建在鲍尔科姆附近。
该线路分两个阶段开通：
1841 年 7 月 12 日：诺伍德交汇到海沃兹希斯
1841 年 9 月 21 日：海沃兹希斯至布莱顿

### 支线
从布莱顿到滨海肖勒姆的支线于1840年5月12 日在主线之前完工，因为它不涉及重大的土木工程（所有材料都是从欧洲大陆通过海路运来的）。纽黑文段直到 1846 年才完工，当时布莱顿至黑斯廷斯线由布莱顿雷威斯和黑斯廷斯铁路开通。几周后，L&CR、L&BR和苏塞克斯的其他铁路合并成立伦敦、布莱顿和南海岸铁路(LB&SCR)。

### 前往维多利亚的线路
从西德纳姆到水晶宫的支线于1854年6月10日与搬迁的宫殿一起开通，并于1856年由伦敦西区和水晶宫铁路延伸至巴勒姆和旺兹沃思。它于 1858 年延伸至巴特西，并于 1860 年在维多利亚车站和皮姆利科铁路开通时延伸至伦敦维多利亚。 1857 年，水晶宫与诺伍德交界处建立了连络线。东克罗伊登和巴勒姆之间的短络线于1862年开通。

### 采石场线
由于两家公司共用东克罗伊登和雷德希尔山之间的繁忙路段，经常发生纠纷。 LB&SCR拥有东克罗伊登和北库尔斯登之间的路段，而SER（即后来的东南和查塔姆铁路）拥有从南库尔斯登到雷德希尔的路段 。最终，LB&SCR 修建了采石场线（Quarry Line），作为北库尔斯登和厄尔斯伍德之间快速列车的线路，避开雷德希尔。它于1899年11月8日开通（1900年4月1日开始运行客运列车）。

### 电气化
该线路是英国第一条全线电气化的干线。LB&SCR于1909年12月1日使用架空高压单相系统为南伦敦线供电；三年内，从维多利亚到塞尔赫斯特火车站的线路也进行了改造。 1921年制定了将架空电气化区间扩展到布莱顿的计划。 1925 年，电气化范围从寇斯顿北站向今天的大伦敦边缘延伸。在1923年运营商被合并后，原有的电气化设施被拆除。而合并后的南方铁路公司决定对前伦敦和西南地区的第三轨供电系统进行标准化。 1928/29 年，这些线路开始转换为第三轨供电。
1929年，第三轨供电区间延伸至寇斯顿北站 ，1932年7月延伸至萨塞克斯北部的三桥，然后在1933年1月1日延伸至沿海的布莱顿和西沃辛。
该线路使用750伏直流电，并在21世纪初升级了其电力供应，以便南方铁路引入电力之星列车。牵引电流供应由刘易舍姆、塞尔赫斯特和布莱顿电气控制室监督，这些电气控制室未来将被三桥ROC取代。 

### 事故
- 在 1861 年 8 月 25 日的克莱顿隧道铁路事故（英语：Clayton Tunnel rail crash）中，一名信号员错误地让一辆客运列车在前一辆列车未通过隧道之前进入隧道，造成两车相撞。造成23名乘客死亡，176人受伤。
- 1965 年 3 月 8 日，一列货运列车在斯特里特姆公地（英语：Streatham Common railway station）脱轨。所有四条轨道都被阻塞，导致巴勒姆和塞尔赫斯特之间的线路被关闭。 [14]
- 1972 年 12 月 16 日，在其中一名司机误读信号后，两列旅客列车在西萨塞克斯郡的 Copyhold Junction 相撞。造成15人受伤。 [15]
- 在 1989 年 3 月 4 日的珀利站铁路事故（英语：Purley station rail crash）中，一辆旅客列车通过停止信号，并与珀利站以北的另一辆旅客列车相撞。前部部分车厢从路基上坠落。造成5人死亡，88人受伤。